# Degas (odrůda jablek)
Degas (Malus domestica  'Degas') je ovocný strom, kultivar druhu (jabloň domácí) z čeledi růžovité (Rosaceae). Plod je poměrně velký, s hladkou matnou slupkou, základní barva je zelení s červeným líčkem. 

## Historie

### Původ
Byla vyselektována jako semenáč odrůdy Gascoyneho šarlatové. Zapsána byla v roce 2003. Odrůda je původem z ČR, ŠS Těchobuzice.

## Vlastnosti
Odrůda je středně náročná na polohu, je vhodnější pro teplejší polohy.

### Růst
Růst je silný. Odrůda vytváří velké a široké kulovité koruny. Výhony bývají velmi silné. Koruna často samovolně zahušťuje. Na silnější řez reaguje silným růstem.

### Plodnost
Plodí raně až středně pozdně, na krátkém obrostu. Sklizeň je střední až velká, pravidelná.

## Plod
Plody jsou poměrně velké, nepravidelného tvaru, kulaté. Slupka je pevná, středně tlustá, bez ojínění a hladká, lesklá, zelenožlutá, s rozmytě karmínově červeným líčkem. Dužnina je krémová, šťavnatá. Chuť je aromatická, navinulá. Oceňována je vůně. 

## Choroby a škůdci
Odrůda je obvykle napadána těmito škůdci a chorobami:
- padlí jabloňové
- strupovitost jabloně

Trpí  hořkou skvrnitostí. Padlím trpí středně, strupovitostí jen málo.

## Podnož
Vhodné podnože jsou slabě rostoucí pro menší tvary. Pro dobré vybarvení plodů polokmenů a vysokokmenů je vhodná A2, ale lze použít i M 11. Pro zákrsky je vhodná M4 a M7. V horších podmínkách jsou vhodné středně vzrůstné podnože.

## Použití
Plody se sklízí se koncem září, ale ve skladu vydrží do ledna. Konzumně zralé jsou v listopadu. Plody jsou atraktivní, lze je použít pro zpracování i přímý konzum. S ohledem na silný růst je odrůda vhodná pro použití jako volně rostoucí zákrsek, nebo lépe polokmen a vysokokmen s nižšími nároky na údržbu. To je důvodem pro použití odrůdy jako perspektivní pro zahrádkáře. 